# Matsudaira Ietada (Katahara)
Matsudaira Ietada (松平 家忠?; 1548 – 1582) è stato un samurai giapponese del periodo Sengoku e quinto daimyō  del ramo Katahara del clan Matsudaira, il quale aveva come base il castello di Katahara nella provincia di Mikawa. Ietada era conosciuto anche come Matsudaira Matashichiro, e aveva il soprannome di Kii no kami o "Il difensore di Kii" (紀伊守).

## Biografia
Matsudaira Ietada era il figlio del daimyō Matsudaira Iehiro (morto nel 1571) e Lady Osai, figlia di Mizuno Tadamasa. Lady Osai era la sorella di Lady Odai, la madre di Tokugawa Ieyasu, quindi i due erano cugini. Ietada succedette a suo padre per diventare il quinto signore del ramo di Katahara del clan Matsudaira, con sede nel castello di Katahara, nella provincia di Mikawa. Prese parte a molte campagne di Ieyasu e sposò una figlia di Sakai Masachika. 
Gli succedette il figlio Matsudaira Ienobu (1565-1638), il sesto daimyō del clan Katahara-Matsudaira.